# Kanchanaburi Province Stadium
Das Kanchanaburi Province Stadium (Kanchanaburi Stadium), auch Kleeb Bua Stadium (Thai สนามกีฬาจังหวัดกาญจนบุรี หรือ สนามกลีบบัว) genannt, ist ein Mehrzweckstadion in Kanchanaburi in der Provinz Kanchanaburi, Thailand. Es wird derzeit hauptsächlich für Fußballspiele genutzt und ist das Heimstadion vom Zweitligisten Muangkan United Football Club. Das Stadion hat eine Kapazität von 13.000 Personen. Das Stadion wurde von 2008 bis 2009 für 3,5 Mio. Dollar renoviert, damit es für die Thailand National Youth Games genutzt werden konnte. Eigentümer und Betreiber des Stadions ist die Kanchanaburi Provincial Administrative Organization.

## Nutzer des Stadions
| Verein                | Zeitraum der Nutzung |
| --------------------- | -------------------- |
| TOT SC                | 2009                 |
| Muangkan United FC    | 2010 – 2022          |
| Kanchanaburi Power FC | 2019 – heute         |